# رجال ابن‌غضائری
رجال ابن  الغضائری یا کتاب الضعفا از هشت کتاب مهم رجال شیعه است که در اعتبار آن اختلاف هست.
نگارندهٔ این کتاب مورد اختلاف است که حسین بن عبیدالله بن ابراهیم غضائری (معروف به غضائری) آن را نوشته‌است یا فرزندش احمد بن حسین غضائری (معروف به ابن غضائری). شیخ طوسی در مقدمهٔ فهرست نوشته‌است که تمام نوشته‌های ابن  الغضائری از بین رفته بودند ولی نجاشی، شاگردش، مطالب بسیار زیادی از او نقل می‌کند. آیت‌الله جعفر سبحانی استدلال کرده‌است که این کتاب نوشتهٔ احمد بن حسین غضائری، فرزند حسین غضائری است نه خود او. برخی نیز از اصل تألیف کتاب را رد می‌کنند و آن را ساخته و پرداختهٔ دشمنان مذهب می‌دانند.
این کتاب که ممکن است کتاب ضعیفان باشد و کتاب دیگر رجالی مولف که کتاب ممدوحان بوده به دست ما نرسیده باشد شامل تضعیف‌هایی سخت‌تر و سنگین‌تر از دیگر کتاب‌ها ازجمله رجال نجاشی است، تا جایی که  میرداماد در کتاب رواشح نوشته‌است.: «کمتر کسی است که از جرح، و کمتر ثقه‌ای است که از قدح و طعن این کتاب در امان باشد.».

## دسترسی به کتاب
نخستین فردی که به این کتاب دسترسی داشته سید بن طاووس بود. از نقل‌قول سید ابن طاووس چنین برمی‌آید که کتاب ابن الغضائری را کسی روایت نکرده و به او نسبت می‌دهند. ضمناً سید فقط ضعیفان را بیان کرده و کتابی از ابن الغضائری در مورد ممدوحین پیدا نکرده‌است. سپس علامه حلی و ابن داوود آنچه را سید بن طاووس نقل کرده نقل کرده‌اند و متاخرین از این دو نقل کرده‌اند، چراکه نسخهٔ اصلی ضعفا از بین رفته و تنها آنچه سید نقل کرده باقی‌مانده‌است.

## ارزش علمی
چهار نظر مختلف در مورد کتاب وجود دارد:
1. برخی مانند شیخ آقابزرگ تهرانی و سید ابوالقاسم خویی معتقدند[۱] که این کتاب از مجعولات دشمنان شیعه است و برای تضعیف ارزش راویان شیعه ساخته شده‌است.
2. برخی به اعتبار کتاب معتقدند و در صورت عدم تعارض با رجال طوسی و نجاشی آن را قابل استفاده می‌دانند.
3. برخی اعتبار بالاتری برای نوشته‌های قائلند و تضعیفات او را بر نوشته‌های شیخ و نجاشی مقدم می‌دانند، مانند سید علی سیستانی.[۲]
4. عده‌ای نیز کتاب را نوشتهٔ ابن غضائری می‌دانند اما جرح و تضعیف آن را غیرقابل اطمینان می‌دانند چرا که بر مبنای اجتهاد شخصی ابن‌غضائری است.